# Liste der Lokomotiven und Triebwagen der LBE
In dieser Liste sind die Lokomotiven und Triebwagen der Lübeck-Büchener Eisenbahn zusammengestellt.

## Bezeichnung und Nummerierung der Lokomotiven
Die Lokomotiven der LBE erhielten zunächst Namen und in der Reihenfolge der Indienststellung vergebene Nummern. In einigen wenigen Fällen wurden die Nummern ausgemusterter Fahrzeuge erneut verwendet. Eine Besonderheit der LBE war, dass nur Schlepptenderlokomotiven mit einer Betriebsnummer versehen wurden, Tenderlokomotiven aber ausschließlich durch ihren Namen bezeichnet waren.
Mit der Neunummerierung des Fahrzeugbestandes im Jahre 1917 ordnete man die Schnell- und Personenzuglokomotiven in den Nummernbereich von 1 bis 60, die Güterzuglokomotiven zwischen 61 und 100 ein. Tenderlokomotiven erhielten erstmals Nummern, die bei 101 begannen. Die Namen wurden fortan weggelassen.
Ab 1903 fasste die LBE ihre Lokomotiven zu Gattungen zusammen. Dabei orientierte man sich weitgehend an den entsprechenden preußischen Gattungsbezeichnungen. Einzelne Lokomotivbauarten wurden dabei aber anders als bei den preußischen Staatsbahnen eingereiht; so wurden z. B. die Normalgüterzuglokomotiven der LBE als G 2 bzw. G 3 eingereiht, während sie in Preußen unter den Bezeichnungen G 3 bzw. G 41 liefen. 1924 wurden für neugebaute Lokomotiven Gattungsbezeichnungen eingeführt, die denen der Deutschen Reichsbahn entsprachen. Altbauarten behielten aber die hergebrachten Gattungszeichen.

## Dampflokomotiven

### Schnell- und Personenzuglokomotiven
| Gattung | Nummern und Namen (bis 1917)                                                                             | Nummern (ab 1917) | DR-Nummern (ab 1938) | Anzahl | Baujahr(e) | Bauart  | Bemerkungen                                                             | Bild |
| ------- | --- | ----------------- | -------------------- | ------ | ---------- | ------- | ----------------------------------------------------------------------- | ---- |
| ohne    | 1 GAZELLE                                                                                                |                   |                      | 1      | 1852       | 1A1 n2  | Personenzuglokomotive der Anfangszeit, gebaut von Wöhlert               |      |
| ohne    | 2 FALKE 3 PFEIL 4 BLITZ                                                                                  |                   |                      | 3      | 1850–1851  | 1A1 n2  | Personenzuglokomotiven der Anfangszeit, gebaut von Borsig               |      |
| ohne    | 8 ADLER 12 VORWÄRTS 13 GEMSE 14 MÖWE 15 SCHWALBE 16 GREIF                                                |                   |                      | 6      | 1864–1865  | 1A1 n2  | Personenzuglokomotiven für die Hamburger Bahn, gebaut von Borsig        |      |
| ohne    | 17 ST. PETERSBURG 18 RIGA 19 STOCKHOLM 20 KOPENHAGEN                                                     |                   |                      | 4      | 1866       | 1B n2   | Personenzuglokomotiven für die Hamburger Bahn, gebaut von Borsig        |      |
| P 1     | 24 MALMÖ 25 HELSINGFORS 4II REVAL 6II LIBAU 28 LÜNEBURG 29 KIEL 31 DANZIG 32 BERLIN 33 STETTIN           |                   |                      | 9      | 1873–1889  | 1B n2   | gebaut von Schwartzkopff                                                |      |
| P 2     | 36 HANNOVER 37 KÖNIGSBERG 38 BREMEN 39 ROSTOCK 40 STRALSUND 41 SCHWERIN 42 MAGDEBURG 45 ALTONA 46 WIBORG | 21–22             |                      | 9      | 1890–1893  | 1B n2   | ähnlich preuß. P 2 nach Musterblatt 15                                  |      |
| P 3     | 47 LÜBECK 48 RIGA 51 ST. PETERSBURG                                                                      | 23–25             |                      | 3      | 1894–1896  | 1B n2   | Übergangsbauart zwischen preuß. P 2 nach Musterblatt 15 und preuß. P 31 |      |
| P 3     | 52 ADLER 53 FALKE 57 GREIF 58 MÖWE 59 SPERBER 60 BUSSARD 61 CONDOR 62 SCHWALBE                           | 26–33             |                      | 8      | 1897–1901  | 1B n2v  | wie preuß. P 32                                                         |      |
| P 4     | 63 METEOR 64 COMET                                                                                       | 34–35             |                      | 2      | 1904       | 2'B n2  | wie preuß. P 41 nach Musterblatt III-1d, nur mit verkürztem Achsstand   |      |
| P 4     | 65 MERCUR 66 MARS 67 JUPITER 68 SATURN 71 URANUS                                                         | 36–40             |                      | 5      | 1905–1907  | 2'B n2v | wie preuß. P 42 nach Musterblatt III-1e, nur mit verkürztem Achsstand   |      |
| S 5     | 72 NECKAR 73 MAIN 74 MOSEL 75 LAHN 76 AHR 78 SIEG 79 WUPPER                                              | 1–7               | 13 001               | 7      | 1907–1911  | 2'B n2v | wie preuß. S. 52                                                        |      |
| S 10    | 80 WEICHSEL 81 ODER 82 ELBE 85 WESER 86 RHEIN                                                            | 11–15             | 17 141–143           | 5      | 1912–1913  | 2'C h4  | ähnlich preuß. S 10                                                     |      |
| S 102   | | 14–15             | 17 301–302           | (2)    | (1920)     | 2'C h3  | ehem. S 10, umgebaut auf Drillings-Triebwerk                            |      |
| S 102   | | 16–25             | 17 303–312           | 10     | 1919–1932  | 2'C h3  | ähnlich preuß. S. 102                                                   |      |

### Güterzuglokomotiven
| Gattung | Nummern und Namen (bis 1917)                                                       | Nummern (ab 1917) | DR-Nummern (ab 1938) | Anzahl | Baujahr(e) | Bauart  | Bemerkungen                                                                                             | Bild |
| ------- | ---------------------------------------------------------------------------------- | ----------------- | -------------------- | ------ | ---------- | ------- | --- | ---- |
| ohne    | 5 ELBE 6 TRAVE 7 HANSA                                                             |                   |                      | 3      | 1851–1857  | 1B n2   | Güterzuglokomotiven der Anfangszeit, gebaut von Borsig                                                  |      |
| ohne    | 9 HAMBURG 10 LÜBECK 11 HOLSTEIN 21 STRASSBURG                                      |                   |                      | 4      | 1864–1870  | B1 n2   | Güterzuglokomotiven für die Hamburger Bahn, gebaut von Borsig                                           |      |
| G 1     | 22 ELSASS 23 LOTHRINGEN 1II PREUSSEN 3II MECKLENBURG 26 BAYERN 27 SACHSEN 30 BADEN |                   |                      | 7      | 1873–1884  | C n2    | gebaut von Schwartzkopff                                                                                |      |
| G 2     | 34 OLDENBURG 35 WÜRTTEMBERG                                                        | 61–62             |                      | 2      | 1889       | C n2    | wie preuß. G 3                                                                                          |      |
| G 3     | 43 HESSEN 44 THÜRINGEN                                                             | 63–64             |                      | 2      | 1892–1893  | C n2    | wie preuß. G 41                                                                                         |      |
| G 3     | 49 HANSA 50 DEUTSCHLAND                                                            | 65–66             |                      | 2      | 1896       | C n2v   | wie preuß. G 42                                                                                         |      |
| G 5     | 69 SCHWEDEN 70 NORWEGEN 77 FINNLAND                                                | 67–69             |                      | 3      | 1906–1909  | 1'C n2v | wie preuß. G 54                                                                                         |      |
| G 6     | 83 PREUSSEN 84 BAYERN 87 MECKLENBURG 88 SACHSEN                                    | 70–75             | 37 201, 37 203–206   | 6      | 1913–1919  | 1'C h2  | ähnlich preuß. P 6; 70, 72 und 73 1927/28 mit größeren Treibrädern ausgestattet und in P 6 umgezeichnet |      |
| G 7     | 54 ÖSTERREICH 55 UNGARN 56 ITALIEN                                                 | 81–83             | 55 681–683           | 3      | 1898       | D n2    | wie preuß. G 71; 56 ITALIEN 1915 in BULGARIEN umbenannt                                                 |      |
| G 73    |                                                                                    | 84–87             | 56 001–002           | 4      | 1917       | 1'D n2v | ehem. preuß. G 73; 1922–24 aus Heeresbeständen angekauft                                                |      |
| G 82    |                                                                                    | 91–98             | 56 3001–3008         | 8      | 1923–1930  | 1'D h2  | ähnlich preuß. G 82                                                                                     |      |
| G 12    |                                                                                    | 99–100            | 58 601–602           | 2      | 1924       | 1'E h2  | wie PKP Ty23; Vorratsbau von Schwartzkopff, 1935 angekauft                                              |      |

### Tenderlokomotiven
Tenderlokomotiven führten bis 1917 nur Namen, aber keine Nummern.
| Gattung           | Namen (bis 1917)                                            | Nummern (ab 1917)           | DR-Nummern (ab 1938)        | Anzahl | Baujahr(e)                | Bauart    | Bemerkungen | Bild |
| ----------------- | ----------------------------------------------------------- | --------------------------- | --------------------------- | ------ | ------------------------- | --------- | --- | ---- |
| T 1               | TRAVEMÜNDE SCHWARTAU BARNITZ PRIWALL                        | 102–105                     | 88 7001–7002                | 4      | 1888–1892                 | B n2t     | beide nach dem 2. Weltkrieg bei der Deutschen Reichsbahn in der DDR verblieben, 88 7002 1952 in 98 7087 umgenummert |      |
| T 3               | ALSTER RAHLSTEDT HOLSTENTOR KATZE ST. LORENZ ST JÜRGEN      | 106–111                     |                             | 6      | 1893–1898                 | B1 n2t    | sämtliche Maschinen bis 1928 ausgemustert oder verkauft |      |
| T 9               | BÄR WOLF EBER LUCHS ILTIS OTTER                             | 112–117, 109II–111II, 114II | 90 241–243 sowie 90 244–245 | 6 + 4  | 1900–1903 sowie 1892–1901 | C1' n2t   | wie preuß. T 9.1; 6 Stück (112–117) für die LBE gebaut, 4 Stück 1926 gebraucht aus dem Bestand der DRG gekauft (109II–111II, 114II) |      |
| T 10              | ROTHENBURGSORT HASSELBROOK SCHLUTUP MOISLING DÄNISCHBURG    | 118–122                     | 74 361–364                  | 5      | 1911–1912                 | 1'C n2t   | |      |
| T 11              | STIER HIRSCH FUCHS MARDER LÖWE TIGER LEOPARD PANTHER JAGUAR | 123–131                     |                             | 9      | 1905–1908                 | 1'C n2t   | wie preuß. T11; Nr. 123–126 1923–24 an AKN verkauft |      |
| T 12              | BLÜCHER YORCK GNEISENAU LÜTZOW SCHARNHORST                  | 132–142                     | 74 1311–1321                | 11     | 1914–1923                 | 1'C h2t   | wie preuß. T 12; Nr. 138–142 1936/37 mit Stromlinienverkleidung versehen |      |
| ohne              |                                                             | 151-152 (vorgesehen)        |                             | 2      | 1915                      | 1'D1' h2t | Die meterspurige Nordhausen-Wernigeroder Eisenbahn-Gesellschaft hatte 1915 bei Henschel zwei Tenderlokomotiven mit den Betriebsnummern 41 und 42 erworben. Nr. 41 wurde 1916 als HK101 von den Heeresfeldbahnen übernommen. 1917 erwarb die LBE beide Lokomotiven und ließ sie in der eigenen Hauptwerkstatt auf Regelspur umbauen. Für die Maschinen waren die Nummern 151 und 152 vorgesehen, sie gelangten jedoch bei der LBE nicht in Betrieb. Nr. 151 verkaufte die LBE an das Eisenwerk Lauchhammer und Nr. 152 an die Berliner Firma Erich am Ende, die sie 1919 an die Kleinbahn Lüneburg–Soltau weiterveräußerte, wo sie die Nr. 8 trug und ab 1944 als 92 141 bei den Osthannoverschen Eisenbahnen lief. 1961 wurde sie ausgemustert. |      |
| St 24.18 St 24.19 |                                                             | 1–3                         | 60 001–003                  | 3      | 1936–1937                 | 1'B1' h2t | mit Stromlinienverkleidung |      |
| Gt 33.19          |                                                             | 101–102                     | 89 901–902                  | 2      | 1924                      | C h2t     | |      |
| Gt 44.18          |                                                             | 123II–129II                 | 92 431–437                  | 7      | 1925–1930                 | D h2t     | |      |

## Kleinlokomotiven
| Gattung | Nummern (ab 1917) | DR-Nummern (ab 1938) | Anzahl | Baujahr(e) | Bauart | Bemerkungen                                                 | Bild |
| ------- | ----------------- | -------------------- | ------ | ---------- | ------ | ----------------------------------------------------------- | ---- |
| DM 22.8 | I                 | Kd 4994              | 1      | 1935       | B      | Dampfmotorkleinlok mit Doble-Kessel, geliefert von Henschel |      |
| ?       | 11–13             | Kbe 4995–4998        | 3      | 1936       | B be   | benzolelektrische Kleinlok, geliefert von Henschel          |      |

## Triebwagen
| Gattung | Nummern (ab 1917) | DR-Nummern (ab 1938) | Anzahl | Baujahr(e) | Bauart | Bemerkungen                                                                       | Bild |
| ------- | ----------------- | -------------------- | ------ | ---------- | ------ | --------------------------------------------------------------------------------- | ---- |
| ohne    | DT 2000           | DT 63                | 1      | 1933       | (AA)2' | Dampftriebwagen, gebaut von Wismar und Henschel; Befeuerung mit Braunkohlenteeröl |      |
| ohne    | VT 11             | VT 821               | 1      | 1936       | AA dm  | Dieseltriebwagen, geliefert von WUMAG                                             |      |
| ohne    | VT 12             | VT 822               | 1      | 1936       | AA dm  | Dieseltriebwagen, geliefert von Uerdingen                                         |      |